# Gare de Huutokoski
La gare de Huutokoski  (en finnois : Huutokosken rautatieasema) est une gare ferroviaire finlandaise située à Huutokoski.

## Situation ferroviaire
La gare de Huutokoski est au croisement des voies ferrées  Pieksämäki–Joensuu et  Huutokoski–Parikkala.